# دهستان ناتل‌کنار علیا
ناتل‌کنار علیا، دهستانی است به مرکزیت روستای سلیاکتی از توابع بخش مرکزی شهرستان نور در استان مازندران ایران.

## جمعیت
براساس سرشماری سال ۱۳۸۵جمعیت آن ۱۰۸۰۹ نفر (۲۵۹۱ خانوار) بوده‌است.